# Liste der Gewässer im Flusssystem der Rechenberger Rot
Diese Liste der Gewässer im Flusssystem der Rechenberger Rot umfasst die direkten und indirekten Zuflüsse der Rechenberger Rot, eines Flusses im nordöstlichen Baden-Württemberg im Landkreis Schwäbisch Hall und im Ostalbkreis, der nach 15 km langem, etwa südwestlichem Lauf bei Jagstzell-Schweighausen von rechts in die Jagst mündet. Die manchmal auch Rotach, anfangs Gunzenbach und zwischendurch auf einem Abschnitt auch Buchbach genannte Rechenberger Rot hat ein 36 km² großes Einzugsgebiet zum kleinen Teil im Unterraum Dinkelsbühler Hügelland des Naturraums Mittelfränkisches Becken, vor allem aber im Unterraum Ellwanger Berge des NaturraumsSchwäbisch-Fränkische Waldberge. Ihre Zuflüsse sind allenfalls 3 km lang, keines von deren Teileinzugsgebieten erreicht auch nur 3 km² an Größe.

## Tabelle der großen Zuflüsse
Tabelle der nach Länge oder Einzugsgebiet 10 größten direkten Zuflüsse. Für die Länge und die Quelle wurde jeweils der längste Strang herangezogen. Zum Vergleich auch die entsprechenden Angaben zur Rechenberger Rot selbst.
Nachweise im folgenden Abschnitt → Hierarchisches Zuflusssystem oder in den Einzelartikeln. Die den → Einzelnachweisen ganz unten vorgestellte Onlinekarte (mit topographischem Hintergrundlayer und Gewässerlayern) zeigt ein Gesamtbild des Einzugsgebietes.
| Name                | GKZ       | Seite  | Stat. km | Länge km | EZG km² | Mündung Ort                                  | m ü. NHN | Ursprung Ort                                                  | m ü. NHN | Bemerkung                            |
| ------------------- | --------- | ------ | -------- | -------- | ------- | -------------------------------------------- | -------- | ------------------------------------------------------------- | -------- | ------------------------------------ |
| Kappersbach         | 238814-16 | links  | 13,1     | 00,8     | 01,1    | ⊙ im Völkersweiher bei Fichtenau-Völkermühle | 487      | ⊙ Gewann Mooslache südöstlich von Fichtenau-Wäldershub        | 501      |                                      |
| Krettenbach         | 238814-18 | rechts | 11,6     | 01,3     | 01,0    | ⊙ östlich von Fichtenau-Krettenbach          | 471      | ⊙ westnordwestlich von Fichtenau-Krettenbach                  | 498      |                                      |
| Buchbach            | 238814-20 | links  | 10,7     | 01,7     | 02,6    | ⊙ nach Fichtenau-Spitzenmühle                | 465      | ⊙ bei Fichtenau-Wildenstein                                   | 491      |                                      |
| Rotbach             | 238814-40 | links  | 09,6     | 02,5     | 02,4    | ⊙ nach Jagstzell-Hahnenmühle                 | 460      | ⊙ Waldgewann Ziegenhüttenweg südlich von Fichtenau-Matzenbach | 503      |                                      |
| Weißenbach          | 238814-52 | links  | 08,9     | 02,3     | 02,1    | ⊙ vor Jagstzell-Buchmühle                    | 450      | ⊙ Waldgewann Weißenbach westlich der Bildkapelle              | 480      |                                      |
| Eichisbach          | 238814-54 | rechts | 08,0     | 02,7     | 03,0    | ⊙ vor Jagstzell-Eulenmühle                   | 449      | ⊙ südlich von Stimpfach-Hübnershof                            | 497      |                                      |
| Klingenbächle       | 238814-60 | rechts | 06,8     | 02,2     | 02,3    | ⊙ vor Stimpfach-Hammerschmiede               | 441      | ⊙ südlich von Stimpfach-Kreßbronn                             | 486      |                                      |
| Merzenbach          | 238814-76 | rechts | 05,3     | 01,3     | 01,7    | ⊙ vor Jagstzell-Rothof                       | 436      | ⊙ Waldrand östlich von Stimpfach-Hörbühl                      | 465      |                                      |
| Grundbach           | 238814-78 | links  | 04,7     | 02,8     | 01,6    | ⊙ in Jagstzell-Rot                           | 434      | ⊙ Waldgewann Gebert                                           | 504      |                                      |
| Butzenbach          | 238814-80 | links  | 04,3     | 02,5     | 01,7    | ⊙ gegenüber Jagstzell-Ropfershof             | 432      | ⊙ Teich und Wegestern im Osten des Waldgewanns Gebert         | 490      |                                      |
| Katzenklingenbächle | 238814-94 | links  | 02,3     | 02,1     | 01,1    | ⊙                                            | 427      | ⊙ Waldgewann Ameisenbuck südwestlich von Jagstzell-Eichenrain | 490      |                                      |
| Krumbach            | 238814-96 | links  | 00,2     | 01,3     | 01,1    | ⊙ vor Jagstzell-Rotbachsägmühle              | 421      | ⊙ Westrand von Jagstzell-Dankoltsweiler                       | 465      |                                      |
| Rechenberger Rot    | 238814    | n. a.  | 0,0      | 14,8     | 35,7    | ⊙ bei Jagstzell-Schweighausen                | 417      | ⊙ bei Fichtenau-Wäldershub                                    | 511      | Strang Gunzenbach → Rechenberger Rot |

### Hierarchisches Zuflusssystem
Hierarchische Liste der Zuflüsse und  Seen, jeweils von der Quelle zur Mündung. Gewässerlänge, Seefläche, Einzugsgebiet und Höhe nach den entsprechenden Layern auf der Onlinekarte der LUBW. Andere Quellen für die Angaben sind vermerkt.
Ursprung des Rechenberger Rot auf etwa 511 m ü. NHN am Nordrand von Fichtenau-Wäldershub. Der Bach wird zunächst Gunzenbach genannt.
- Durchfließt einen Teich auf etwa 502 m ü. NHN am Nordrand von Wäldershub, über 0,2 ha.
- Hundsgraben, von rechts und Nordwesten auf 494,3 m ü. NHN[LUBW 5] in Wäldershub, 0,7 km und unter 0,3 km².[LUBW 6]
  -  Entfließt einem Teich auf etwa 510 m ü. NHN am Gewann Hundsweiher, unter 0,1 ha.
- Sandäckerbächle, von rechts und Nordwesten auf etwa 483 m ü. NHN kurz vor dem folgenden, 0,7 km und ca. 0,6 km².[LUBW 6] Entsteht auf etwa 507 m ü. NHN am Ziegelfeld westlich von Wäldershub.
- Durchfließt auf 487,1 m ü. NHN[LUBW 5] den Völkersweiher vor Fichtenau-Völkermühle, 1,8 ha.
- Kappersbach, von links und Ostnordosten im Völkersweiher, 0,8 km und ca. 1,2 km².[LUBW 6] Entsteht auf etwa 501 m ü. NHN am Waldrand im Gewann Mooslache südöstlich von Wäldershub.
  -  Durchfließt nach wenigen Metern auf 500 m ü. NHN den Rohrweiher, 2,9 ha.
- Herbsfeldgraben, von rechts und Westnordwesten auf etwa 478 m ü. NHN bei Fichtenau-Fichtenhof, 0,6 km und ca. 0,5 km².[LUBW 6] Entsteht auf etwa 497 m ü. NHN am Waldrand des Almosenholzes nordwestlich von Fichtenhof.
- Krettenbach, von rechts und Westnordwesten auf etwa 471 m ü. NHN östlich von Fichtenau-Krettenbach, ca. 1,3 km[LUBW 7] und ca. 1,0 km².[LUBW 6] Entsteht auf etwa 498 m ü. NHN neben der K 2644 Stimpfach-Steinbach am Wald–Fichtenau-Krettenbach.
  - Eichfeldgraben, von rechts und Westen auf etwa 478 m ü. NHN in Krettenbach, 0,6 km und unter 0,3 km².[LUBW 6] Entsteht auf etwa 491 m ü. NHN am Eichenfeld westlich von Krettenbach.
- Durchläuft den ersten und passiert den zweiten Spitzmühlweiher auf etwa 470 m ü. NHN[LUBW 5] vor Fichtenau-Spitzenmühle, 0,3 ha und 1,0 ha
- Buchbach, von links und Nordosten auf etwa 465 m ü. NHN nach der Fichtenau-Spitzenmühle, 1,7 km und 2,6 km² Entsteht auf etwa 491 m ü. NHN am Badfeld bei Fichtenau-Wildenstein.
  -  Durchfließt auf etwa 483 m ü. NHN den Badfeldweiher westlich von Wildenstein, 0,9 ha.
  -  Passiert einen Weiher auf etwa 480 m ü. NHN westlich von Wildenstein, unter 0,2 ha.
  -  Durchfließt auf etwa 478 m ü. NHN den Lohweiher westlich von Wildenstein, 0,4 ha.
  -  Passiert auf etwa 476 m ü. NHN drei Kleinteiche westlich von Wildenstein, zusammen unter 0,1 ha.
  - Tannenbächle, von links und Ostnordosten auf etwa 470 m ü. NHN am Flurrand zum Spitzenholz, 1,2 km und ca. 1,0 km².[LUBW 6] Entsteht auf etwa 491 m ü. NHN am Brändle südlich von Wildenstein.
    -  Durchfließt auf 470,1 m ü. NHN[2] den Tannenweiher kurz vor der Mündung, 1,1 ha.
- Buchbach, von links und Osten auf etwa 463 m ü. NHN gleich nach Fichtenau-Melbersmühle, 0,8 km und ca. 0,5 km².[LUBW 6] Entsteht auf etwa 498 m ü. NHN gleich nach deren Eintritt ins Waldgewann Diebsteig an der Straße von Fichtenau-Matzenbach nach Melbersmühle.
- Passiert auf etwa 460 m ü. NHN den Hahnenweiher links am Lauf bei Fichtenau-Hahnenberg, 0,6 ha.
- Rotbach, von links und Südosten auf etwa 460 m ü. NHN nach Jagstzell-Hahnenmühle, 2,5 km und 2,4 km². Entsteht auf etwa 503 m ü. NHN im Waldgewann Ziegenhüttenweg südlich von Matzenbach kurz vor dem folgenden.
  -  Durchfließt auf etwa 502 m ü. NHN den Brandweiher südsüdwestlich von Matzenbach, über 0,3 ha.
  -  Durchfließt auf etwa 498 m ü. NHN den Straßenweiher am Schießplatz südsüdwestlich von Matzenbach, 0,6 ha.
  -  Passiert südwestlich von Matzenbach auf etwa 496 m ü. NHN und 493 m ü. NHN zwei Weiher rechts am Lauf, deutlich unter 0,1 ha und unter 0,2 ha
  - (Waldteichabfluss), von links und Südwesten auf etwa 493 m ü. NHN gegenüber den vorigen, etwas über 0,1 km[LUBW 8] und etwas über 0,1 km².[LUBW 6]
    -  Entfließt einem Waldteich auf etwa 497 m ü. NHN am Waldweg zur Bildkapelle, wenig über 0,2 ha.[LUBW 9]

  -  Durchläuft auf etwa 484 m ü. NHN einen Weiher südwestlich von Matzenbach, unter 0,4 ha
  - Ratzenbach, von rechts und Ostsüdosten auf etwa 476 m ü. NHN kurz vor dem folgenden, 0,5 km und etwas über 0,3 km².[LUBW 6] Entsteht auf etwa 498 m ü. NHN am südlichen Ortsrand von Matzenbach an der Fortsetzung der Dankoltsweiler Straße als Wirtschaftsweg.
  -  Durchfließt auf 474,6 m ü. NHN[2] den Ratzenweiher westlich von Matzenbach, 2,6 ha.
  -  Durchfließt auf etwa 472 m ü. NHN einen Weiher bei Jagstzell-Neumühle, unter 0,2 ha.
  - Mühlbuckbächle, von rechts und Ostsüdosten im vorigen, 0,7 km und ca. 0,3 km².[LUBW 6] Entsteht auf etwa 495 m ü. NHN am westlichen Ortsrand von Matzenbach.
  -  Passiert auf etwa 471 m ü. NHN zwei Teiche rechts am Lauf bei Jagstzell-Ratzensägmühle, zusammen 0,2 ha.
- → (Abgang des Mühlkanals zur Buchmühle), nach rechts auf etwa 458 m ü. NHN kurz nach Jagstzell-Hahnenmühle zu Füßen der Buchbachtalbrücke der A 7.
- Passiert drei Teiche auf etwas unter 470 m ü. NHN in einer linken Talmulde westlich von Jagstzell-Finkenberg, zusammen 0,1 ha.
- Weißenbach, von links und Südsüdosten auf etwa 450 m ü. NHN kurz vor Jagstzell-Buchmühle, 2,3 km und ca. 2,1 km².[LUBW 6] Entsteht auf etwa 494 m ü. NHN im Waldgewann Weißenbach ca. 0,4 km westlich der Bildkapelle.
  -  Durchfließt einen Teich auf etwa 487 m ü. NHN vor der Unterquerung der A 7, 0,1 ha.
  - (Zufluss), von links und Süden auf etwa 480 m ü. NHN kurz nach der Unterquerung der A 7, ca. 0,4 km[LUBW 8] und ca. 0,4 km².[LUBW 6] Entsteht auf etwa auf etwa 500 m ü. NHN.
    -  Durchfließt einen Teich auf etwa 482 m ü. NHN kurz vor der Mündung, 0,1 ha.

  -  Durchfließt einen Teich am Waldgewann Meuchelrot auf etwa 467 m ü. NHN, 0,1 ha.
  -  Passiert zwei Teiche auf etwa 453 m ü. NHN rechts am Ufer am Rand zur Rotaue, knapp 0,3 ha.
- ← (Rücklauf des Mühlkanals zur Buchmühle), von rechts an der Buchmühle, 0,7 km
 Ab hier wird der Bach Rechenberger Rot genannt.
- Passiert das Naturschutzgebiet Feuchtfläche bei der Buchmühle überwiegend rechts des Laufs zwischen Buchmühle und Eulenmühle.
- Eichisbach, von rechts und Nordwesten auf etwa 449 m ü. NHN vor Jagstzell-Eulenmühle, ca. 2,7 km[LUBW 7] und ca. 3,0 km².[LUBW 6]  Entsteht auf etwa 497 m ü. NHN südlich von Stimpfach-Hübnershof.
  -  Passiert vier Teiche auf etwa 487–475 m ü. NHN mehr oder weniger entfernt vom Lauf zwischen Stimpfach-Steinbach am Wald linksseits und Stimpfach-Bautzenhof rechtsseits, unter 0,2 ha.
  -  Passiert einen Teich auf etwa 478 m ü. NHN in einer Seitentalmulde wenig südlich von Stimpfach-Bautzenhof, 0,2 ha.
  - Langerbergbach, von links und Ostnordosten auf etwa 465 m ü. NHN gegenüber Stimpfach-Eichishof, ca. 1,4 km[LUBW 7] und ca. 0,4 km².[LUBW 6] Entsteht auf etwa 493 m ü. NHN im Waldgewann Langer Berg.
  -  Durchfließt auf etwa 464 m ü. NHN den Eichisweiher bei Eichishof, 0,8 ha.
  - (Bach aus dem Brunnenfeld), von rechts und Westen auf etwa 461 m ü. NHN gleich nach dem vorigen, 0,6 km und ca. 0,5 km².[LUBW 6] Entsteht auf etwa 483 m ü. NHN westlich von Eichishof und fließt dem Flurrand des Waldes Hart entlang.
    -  Passiert auf etwa 455 m ü. NHN einen Teich nahe Eichishof, deutlich unter 0,1 ha.

  -  Durchfließt auf etwa 455 m ü. NHN einen Teich nach Stimpfach-Eichissägmühle, ca. 0,3 ha.[LUBW 9]
- (Bach aus dem Höllbuck), von links und Südsüdosten auf etwa 446 m ü. NHN nach der Eulenmühle, 1,2 km und ca. 0,8 km².[LUBW 6] Entspringt auf etwa 497 m ü. NHN im .
- Hardtbach, von rechts und Norden auf etwa 443 m ü. NHN zu Füßen von Stimpfach-Blindhof, 0,7 km und über 0,3 km².[LUBW 6] Entsteht auf etwa 475 m ü. NHN im Wald Hart nordwestlich des Blindhofes.
  -  Passiert und durchfließt auf etwa 447 m ü. NHN drei Teiche wenig westlich des Blindhofes, zusammen unter 0,1 ha.
- Passiert zwischen Hardtbach- und Klingenbächle-Mündung etwa ein Dutzend von Teichen in der breiten rechten Talaue, zusammen 0,4 ha.
- Klingenbächle, von rechts und Nordwesten auf etwa 441 m ü. NHN vor Stimpfach-Hammerschmiede, 2,2 km und 2,3 km². Entsteht auf etwa 486 m ü. NHN wenig südlich von Stimpfach-Kreßbronn.
  -  Durchfließt auf etwa 479 m ü. NHN den Unteren Weiher im Wald Fällriegel, 0,3 ha.
  - Rappenholzbach, von rechts und Westnordwesten auf etwa 467 m ü. NHN nach dem Wiederaustritt aus dem Wald, 0,5 km und über 0,2 km².[LUBW 6] Entsteht auf etwa 483 m ü. NHN im Wald Rappenholz.
  -  Passiert auf Höhen um 463 m ü. NHN zwei Teiche am linken Ufer, zusammen 0,4 ha.
  -  Passiert zwei Teiche im Lauf eines kurzen rechten Zuflusses auf Höhen um 463 m ü. NHN, zusammen 0,2 ha.
  -  Passiert kurz vor der Mündung auf etwa 444 m ü. NHN den Mühlteich der Hammerschmiede, ca. 0,4 ha.[LUBW 9]
- (Bach aus Richtung Riegersheim), von links und Osten auf etwa 442 m ü. NHN gegenüber Stimpfach-Connenweiler kurz vor dem folgenden, 0,8 km und ca. 0,4 km².[LUBW 6] Entsteht auf etwa 470 m ü. NHN zwischen den Siedlungsgruppen von Riegersheim.
- Durchfließt auf ca. 441,7 m ü. NHN[3] den Schloßweiher zu Füßen von Stimpfach-Rechenberg, zusammen 2,1 ha.
- (Bach aus dem Wäldle), von links und Osten auf 441,7 m ü. NHN gegenüber dem in Rechenberg stehenden Schloss Rechenberg in den vorigen, 1,1 km und ca. 0,5 km².[LUBW 6] Entsteht auf etwa 492 m ü. NHN im Wäldle.
- (Mühlkanal), von links und Nordosten auf ca. 438 m ü. NHN gegen das untere Ortsende von Rechenberg zu, unter 0,3 km und unter 0,1 km².[LUBW 6] Ist zweiter Abfluss des Schloßweihers.
- Merzenbach, von rechts und Westnordwesten auf 436,4 m ü. NHN[LUBW 5] vor Jagstzell-Rothof, 1,3 km und ca. 1,7 km².[LUBW 6] Entsteht auf ca. 465 m ü. NHN etwa 0,9 km östlich von Stimpfach-Hörbühl am Flurrand zum Wald.
  - Rehheckenbächle , von links und Nordwesten auf ca. 439 m ü. NHN schon in der offenen Talaue der Rechenberger Rot, 0,8 km und ca. 1,0 km².[LUBW 6]
    -  Entfließt auf ca. 472 m ü. NHN einem Quellteich nahe dem Flurrand, deutlich unter 0,1 ha.
    - (Bach aus Richtung Connenweiler) , von links und Nordosten auf ca. 445 m ü. NHN am Waldaustritt, 0,5 km und ca. 0,6 km².[LUBW 6] Entsteht auf ca. 467 m ü. NHN am Ortsrand von Connenweiler nahe dem Ende der Hirtenstraße.
      -  Durchfließt auf ca. 466 m ü. NHN gleich nach der Quelle einen Kleinteich, deutlich unter 0,1 ha.
- Grundbach, vielleicht auch Butzenbach[4], von links und Osten auf ca. 434 m ü. NHN in Jagstzell-Rot, 2,8 km und ca. 1,6 km².[LUBW 6] Entsteht auf ca. 504 m ü. NHN im oder am Waldgewann Gebert.
- Sandbach, von rechts und Nordwesten auf 432,6 m ü. NHN[LUBW 5] vor Jagstzell-Ropfershof, 1,2 km und ca. 0,8 km².[LUBW 6] Entsteht auf ca. 472 m ü. NHN im Waldgewann Rotwald in der Klinge.
- Butzenbach, von links und Ostsüdosten auf etwa 432 m ü. NHN gegenüber Ropfershof, 2,5 km und 1,7 km².
  -  Entfließt auf ca. 490 m ü. NHN einem Waldteich an einem Wegestern im Osten des Waldgewanns Gebert, wenig über 0,1 ha.
  - (Waldbach), von links und Südosten auf etwa 458 m ü. NHN am Waldgewann Großschelmenholz, 0,7 km und über 0,3 km².[LUBW 6] Entsteht auf ca. 489 m ü. NHN östlich von Eichenrain im Waldgewann Ameisenbuck.
- Schotterklingenbächle, von links und Südosten auf ca. 429 m ü. NHN, 0,6 km und ca. 0,3 km².[LUBW 6] Entsteht auf ca. 454 m ü. NHN in der oberen Schotterklinge dicht bei Jagstzell-Eichenrain.
- Hohrädlesbach, von rechts und Nordwesten auf ca. 428 m ü. NHN, 0,9 km und ca. 0,5 km².[LUBW 6] Entsteht auf ca. 467 m ü. NHN im Wald Größe nahe bei Jagstzell-Winterberg.
- Katzenklingenbächle, von links und Ostsüdosten auf 426,5 m ü. NHN[LUBW 5], 2,1 km und ca. 1,1 km².[LUBW 6] Entsteht auf ca. 490 m ü. NHN südöstlich von Eichenrain im Waldgewann Ameisenbuck.
  -  Durchfließt auf ca. 470–460 m ü. NHN drei Waldteiche in der Katzenklinge südöstlich bis südlich von Eichenrain, zusammen 0,3 ha.
- Störrenbächle, von links und Ostsüdosten auf etwa 424 m ü. NHN, 0,9 km und ca. 0,3 km².[LUBW 6] Entsteht auf ca. 475 m ü. NHN nördlich von Jagstzell-Dankoltsweiler am Flurrand zum Wald Storrenholz (!).
- Rotholzbach, von rechts und Nordwesten auf ca. 423 m ü. NHN, 0,5 km und unter 0,3 km².[LUBW 6] Entsteht auf ca. 450 m ü. NHN im Rotholz nahe am Flurrand.
- Kirchbächle, von links und Osten auf ca. 422 m ü. NHN, 0,8 km und unter 0,3 km².[LUBW 6] Entsteht auf ca. 478 m ü. NHN nordwestlich von Dankoltsweiler.
- Schenkenbach, von rechts und Nordwesten auf ca. 422 m ü. NHN, etwas über 0,2 km und ca. 0,1 km².[LUBW 6] Entsteht auf ca. 445 m ü. NHN unterhalb einer Deponie im Wald Hoffeld.
- Krumbach, von links und Osten auf ca. 421 m ü. NHN vor der Rotbachsägmühle, 1,3 km und ca. 1,1 km².[LUBW 6] Entsteht auf ca. 465 m ü. NHN am Westrand von Dankoltsweiler.
  -  Im Einzugsgebiet liegt auf ca. 478 m ü. NHN am Ostrand von Dankoltsweiler hinter einem Wegdamm ein Teich, über 0,2 ha. Dessen Abfluss läuft heute anscheinend verdolt ca. 0,3 km[LUBW 8] weit westwärts durch Dankoltsweiler bis zum heutigen Krumbach-Ursprung.[5]

Mündung der Rechenberger Rot von rechts und zuletzt Osten auf 417,4 m ü. NHN bei der Rotbachsägmühle und gegenüber Schweighausen in die obere Jagst. Die Rechenberger Rot ist 14,8 km lang und hat ein 35,7 km² großes Einzugsgebiet. Damit gehört sie zu den kräftigeren Zuflüssen an der oberen Jagst, der sie im Jahresmittel 0,310 m³/s Abfluss spendet.

## Geologie
Die Rechenberger Rot ist ein Gewässer des Mittelkeupers. Dessen höchste Schicht im Einzugsgebiet ist der Stubensandstein (Löwenstein-Formation), der inselhaft auf der östlichen Wasserscheide zur Rotach liegt, dort stehen großteils die Orte Wildenstein und Matzenbach auf ihm. Ab der Zumündung des Buchbach, wo sich der Fluss auf künftig südwestlichen Lauf wendet, sind die größeren Höhen linksseits des Tales teils in großer Breite flächenhaft vom Stubensandstein bedeckt, der damit die zweithäufigste Schicht des Einzugsgebietes ist. Linksseits näher am Flusstal unterhalb eines schmalen Saums von Oberen Bunten Mergeln (Mainhardt-Formation) sowie vor allem auf den Höhen rechtsseits von ihm liegt dagegen Kieselsandstein (Hassberge-Formation), die häufigste Schicht. Im mittleren Tal etwa zwischen der Hahnenmühle und dem Zufluss des Katzenklingenbachs streicht an den Hängen und in den Seitentälern die noch tieferen Unteren Bunten Mergel (Steigerwald-Formation) aus. In einem Band um das Gewässer liegt schon bald Schwemmland, etwa ab der Hahnenmühle in Gestalt von Auenlehmen.
Die Rechenberger Rot ist also ein Stufenrandfluss unterhalb der Schichtstufe des Stubensandsteins und oberhalb der des Gipskeuper (Grabfeld-Formation). Ihre Laufrichtung mit zum heutigen Vorfluter stumpfwinkliger Einmündung weist noch auf die ältere südliche Entwässerungsrichtung der Jagst zur Urbrenz hin, welche inzwischen eine Umkehr erfahren hat.

## Verkehr
Von der L 1070 Wäldershub–Wildenstein an der Völkermühle abgehend, folgt eine Dorfverbindungsstraße dem oberen Bachlauf bis zur Melbersmühle. Wenig talabwärts ab der Hahnenmühle verläuft die L 1068 bis Rechenberg nahe am Bach, die kurvenreiche K 2672 durchs enge untere Tal verbindet Rechenberg mit der B 290 bei Schweighausen.

### LUBW
Amtliche Online-Gewässerkarte mit passendem Ausschnitt und den hier benutzten Layern: Lauf und Einzugsgebiet der Rechenberger Rot

Allgemeiner Einstieg ohne Voreinstellungen und Layer: Daten- und Kartendienst der Landesanstalt für Umwelt Baden-Württemberg (LUBW) (Hinweise)
1. ↑  
Länge nach dem Layer Gewässernetz (AWGN).
2. ↑  
Seefläche nach dem Layer Stehende Gewässer.
3. ↑  
Einzugsgebiet nach dem Layer Basiseinzugsgebiet (AWGN).
4. ↑  
Höhe nach dem Höhenlinienbild auf dem Hintergrundlayer Topographische Karte.
5. 1 2 3 4 5 6 7  
Höhe nach grauer Beschriftung auf dem Hintergrundlayer Topographische Karte.
6. 1 2 3 4 5 6 7 8 9 10 11 12 13 14 15 16 17 18 19 20 21 22 23 24 25 26 27 28 29 30 31 32 33 34 35 36  
Einzugsgebiet abgemessen auf dem Hintergrundlayer Topographische Karte.
7. 1 2 3  
Länge nach dem Layer Gewässernetz (AWGN), ergänzt um ein auf der Gewässerkarte nicht berücksichtigtes Anfangsstück, das auf dem Hintergrundlayer Topographische Karte abgemessen wurde.
8. 1 2 3  
Länge abgemessen auf dem Hintergrundlayer Topographische Karte.
9. 1 2 3  
Seefläche abgemessen auf dem Hintergrundlayer Topographische Karte.
10. ↑  
Einzugsgebiet aufsummiert aus den Teileinzugsgebieten nach dem Layer Basiseinzugsgebiet (AWGN).

### Andere Belege und Bemerkungen
1. ↑  
Wolf-Dieter Sick: Geographische Landesaufnahme: Die naturräumlichen Einheiten auf Blatt 162 Rothenburg o. d. Tauber. Bundesanstalt für Landeskunde, Bad Godesberg 1962. → Online-Karte (PDF; 4,7 MB)
2. 1 2  
Höhe nach blauer Beschriftung auf dem Hintergrundlayer WMS LGL-BW Topographische Freizeitkarte 1:25.00 von: Geoportal Baden-Württemberg (Hinweise)
3. ↑  
Höhe nach schwarzer Beschriftung auf dem Hintergrundlayer WMS LGL-BW Topographische Freizeitkarte 1:25.00 von: Geoportal Baden-Württemberg (Hinweise)
4. ↑  
Auf dem
  - Meßtischblatt 6926 Jagstheim von 1936 in der Deutschen Fotothek

ist der in der Datenbank von LUBW als Grundbach eingetragene und auf aktuellen topographischen Karten ebenso beschriftete Bach nur einmal und mit dem Namen Butzenbach beschriftet. Da der nahe nächste linke Zufluss der Rot aktuell als Butzenbach eingetragen und beschriftet ist, liegt wohl ein Benennungsfehler auf der älteren Karte vor, weniger wahrscheinlich aber auch beim Abfluss weiter abwärts.
5. ↑  
Alter Oberlauf des Krumbachs durch Dankoltsweiler nach:
  - Meßtischblatt 6926 Jagstheim von 1936 in der Deutschen Fotothek
6. ↑  
Abfluss nach: Hans Mattern: Das obere Jagsttal von der Quelle bis Crailsheim. Baier BPB Verlag, Crailsheim 2009, ISBN 978-3-929233-82-7, S. 120.
7. ↑  
Geologie nach den Layern zu Geologische Karte 1:50.000 auf: Mapserver des Landesamtes für Geologie, Rohstoffe und Bergbau (LGRB) (Hinweise)